# Ökonomische Analyse des Rechts
Die ökonomische Analyse des Rechts ist die Anwendung ökonomischer Theorien auf das Rechtssystem. Hieraus werden Aussagen über die Wirkungen bestimmter rechtlicher Normen hergeleitet. Darüber hinaus werden in einem weiteren Schritt die aus positiver Analyse gewonnenen Ergebnisse unter Zuhilfenahme des Effizienzkonzeptes normativ bewertet. Die ökonomische Analyse stellt neben soziologischen, philosophischen und philologischen Ansätzen eine weitere Analysemethode des Rechts dar.
Terminologisch wird die ökonomische Analyse des Rechts nicht einheitlich abgegrenzt. Die Spanne reicht von Definitionen wie die „Überprüfung des Rechts auf seine wirtschaftlichen Auswirkungen“ oder das „Erforschen von Entscheidungswirkungen und Verteilungsfolgen von Rechtsetzungen“ bis zu Definitionen, nach denen sich die ökonomische Analyse des Rechts „dem Verständnis und der Würdigung eines historischen, gegenwärtigen oder geplanten Rechtsbereiches unter Berücksichtigung ökonomischer Sprache und Modelle und darauf basierender Hypothesen“ widmet.

## Geschichte

### Ursprünge
Die Ursprünge der ökonomischen Analyse des Rechts gehen zurück bis zu den modernen wirtschaftswissenschaftlichen Klassikern: Schon Smith beschrieb in „An Inquiry into the Nature and Causes of the Wealth of Nations“ die Anreizwirkung von Gesetzen. Sein Zeitgenosse Hume sah Gesetze in einer Welt knapper Ressourcen als ein Ensemble von Prinzipien, die die Wirtschaftssubjekte befolgen, um Kooperationen zu ermöglichen. Auch Bentham untersuchte, wie sich Akteure angesichts rechtlicher Anreize verhalten und evaluierte die Ergebnisse nach dem Kriterium der sozialen Wohlfahrt. All diese Untersuchungen führten jedoch zu keiner systematischen Rechtsanalyse mit Hilfe ökonomischer Verhaltensannahmen.

### Erste Welle
Seit dem 19. Jahrhundert nehmen spezifisch rechtliche Überlegungen, die auf die Vorarbeiten der Klassiker zurückgreifen, zu: Vor allem Marx kritisierte die bis dahin vorherrschende Auffassung, dass Eigentumsrechte naturrechtlich unbeeinflussbar gegeben seien. Sein Ansatz führte zu der Erkenntnis, dass Eigentumsrechte den ökonomischen und sozialen Gegebenheiten gemäß den einzelnen zugewiesen werden und deshalb durch die (Um-)Gestaltung des Rechts verändert werden können.

### Zweite Welle
Der Durchbruch der auch als law and economics approach bezeichneten Forschungsrichtung gelang erst mit der „zweiten Welle“ in den 1960er Jahren. Eingeleitet wurde die zweite Welle durch den Aufsatz von Coase „The Problem of Social Cost“, der von den Effizienzdefiziten staatlicher Interventionen handelt. Sind Eigentumsrechte frei transferierbar sowie klar zugeordnet und existieren keine Transaktionskosten, so werden unabhängig von der Erstzuordnung der Ressourcen die Marktkräfte eine effiziente Umverteilung bewirken.
Gegenstand ökonomischer Analyse sind in der deutschsprachigen Rechtswissenschaft vor allem zivil- und strafrechtsökonomische Fragen (etwa den Nutzen allgemeiner Geschäftsbedingungen oder der Nutzen rechtswidrigen Verhaltens im Vergleich zu rechtmäßigem), wenngleich seit einiger Zeit auch das öffentliche Recht einbezogen wird.

## Methode
Methodisch bedient sich die ökonomische Analyse des Rechts des ökonomischen Verhaltensmodells als Instrument der Folgenermittlung sowie wohlfahrtsökonomischer Effizienzkriterien als Instrument der Folgenbewertung.

### Folgenermittlung
Das ökonomische Verhaltensmodell beschreibt einen rational und eigennützig handelnden Modellmenschen, den so genannten homo oeconomicus. Dieses Verhaltensmodell wurzelt in der Neoklassik und nimmt an, dass sich die Wirtschaftssubjekte rational verhalten und konsistente Präferenzen haben.

### Folgenbewertung
Der wesentliche Vorteil des ökonomischen Verhaltensmodells ist, dass es das Verhalten vorhersehbar macht. Daher können durch die Prognose des individuellen Verhaltens die Folgen der Gesetzesänderung bestimmt werden. Im nächsten Schritt wird dann diese Gesetzesänderung bewertet. Dies geschieht mit dem Kriterium der Effizienz, wobei unter Effizienz zumeist die Pareto-Effizienz oder die Effizienz im Sinne von Kaldor/Hicks verstanden wird.

## Behavioral Law and Economics
Ein jüngerer Ansatz der ökonomischen Analyse des Rechts betrachtet Recht aus dem Blickwinkel der Verhaltensökonomik, die nicht mehr von einem unbegrenzt rationalen Menschenbild ausgeht. Stattdessen werden Einschränkungen der Rationalität (Bounded Rationality), insbesondere durch kognitive Verzerrungen in die Analyse mit einbezogen. Ein wichtiges Feld stellt dabei seit Anfang des 21. Jahrhunderts die Diskussion über die Berechtigung und Ausgestaltung des libertären Paternalismus dar.

## Wissenschaftliche Zeitschriften
Wissenschaftliche Erkenntnisse aus dem Themengebiet werden häufig in den Zeitschriften  Journal of Law and Economics,  Journal of Law, Economics, and Organization, International Review of Law and Economics, Journal of Consumer Policy, European Journal of Risk Regulation und European Journal of Law and Economics veröffentlicht.